# توني هيل (لاعب كريكت)
توني هيل (بالإنجليزية: Tony Hill)‏ (و. 1951  م) هو لاعب كريكت، وحكم كركيت ‏ نيوزلندي، ولد في أوكلاند.